# Slee

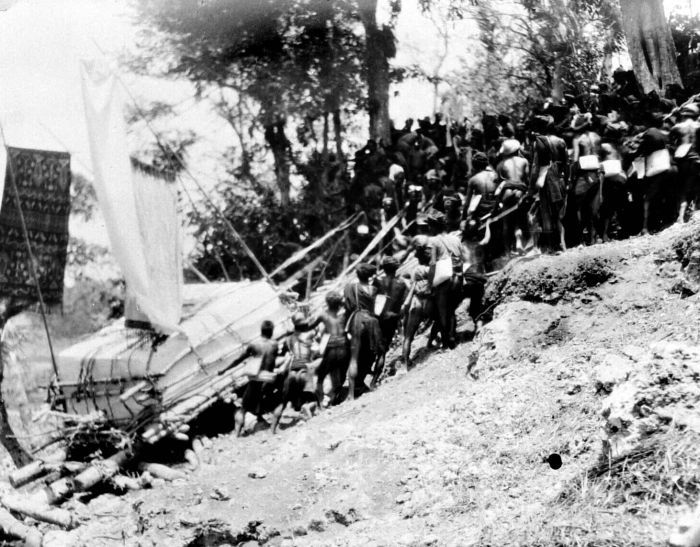
Met een slede wordt de deksteen van een graf naar een begraafplaats boven op de heuvel gesleept, West-Soemba, 1930, Wereldmuseum Amsterdam.

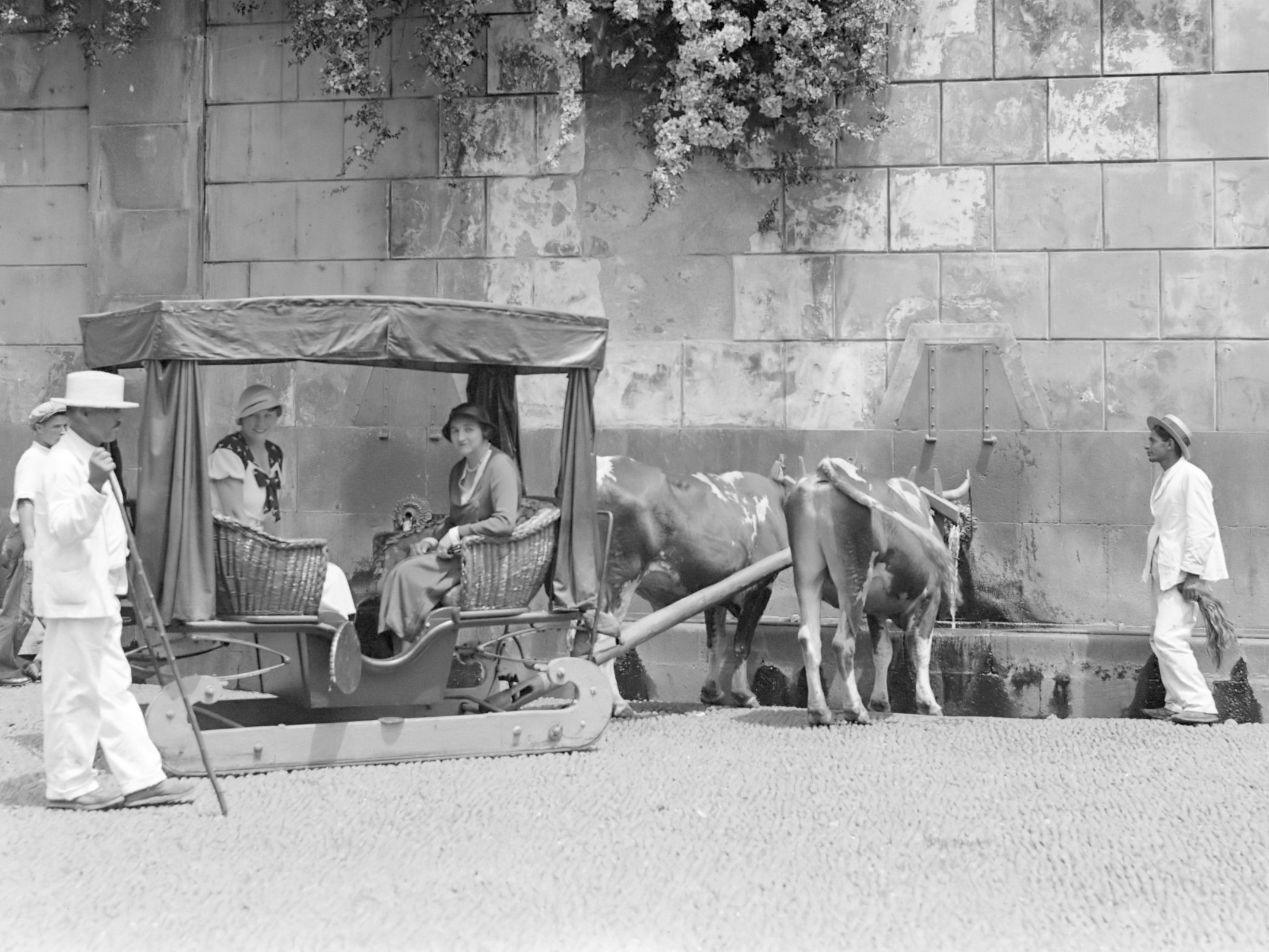
Traditionele personenslede in Funchal, Madeira (1934)

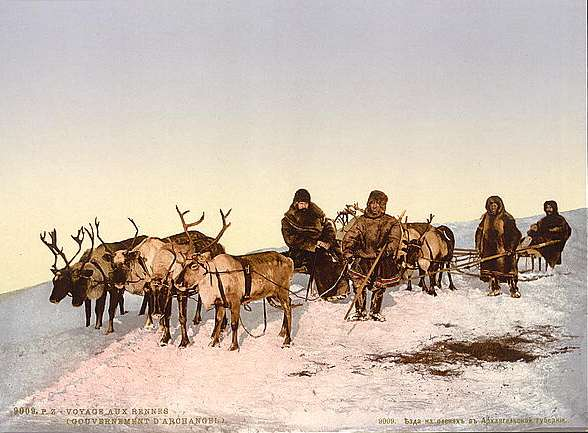
Rusland, rendierslee, ca. 1900

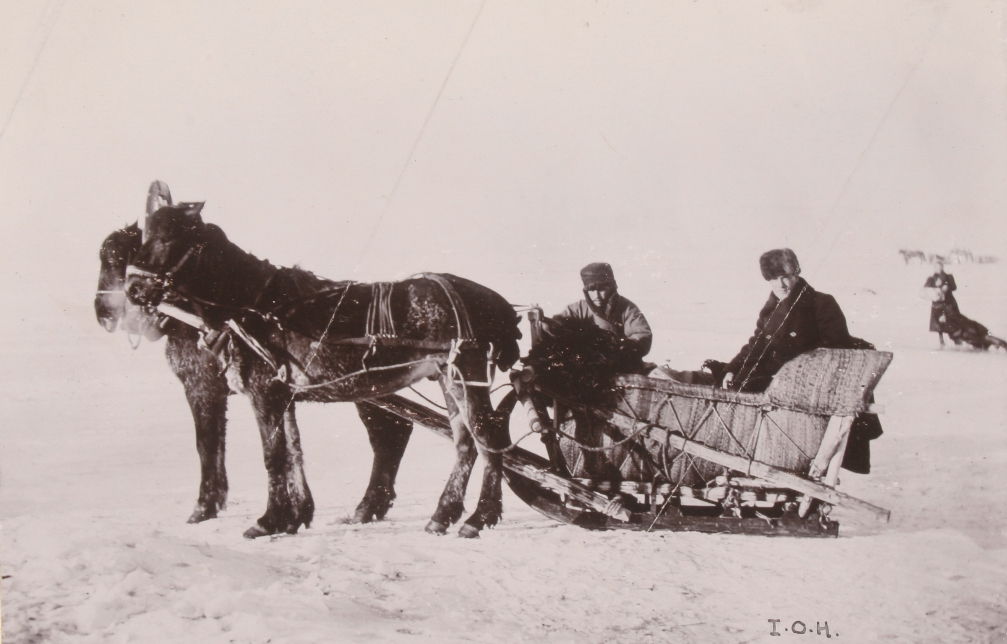
Een slee op het Baikalmeer, ca. 1890

Een slee (of slede) is een voertuig dat kan worden voortgetrokken, door mensen of door trekdieren, zoals rendieren en paarden, over een glad oppervlak (meestal sneeuw of ijs). Een slee heeft aan de onderzijde evenwijdige glijders (smalle gebogen latten met ijzeren beschermstrippen) waardoor deze gemakkelijk kan glijden.

## Geschiedenis van de slee
Het gebruik van sleden behoort tot de oudste manieren waarop mensen hun lasten hebben voortbewogen. Lang voor de uitvinding van het wiel gebruikten nomadische stammen in Siberië en Lapland deze methode om zich te verplaatsen. Ook door prairie-indianen werd lange tijd een dergelijke methode gebruikt om hun bezittingen naar een andere plek te verslepen. Er wordt van uitgegaan dat de neanderthalers geen sleden konden maken en hierdoor beperkt waren in hun mogelijkheden.
In grote steden bestond in de 19e eeuw een bepaald type koetsjes zonder wielen, die "toeslede" werden genoemd. De glijders van deze sleepkoetsen, die in grote steden werden gebruikt voor het vervoer van lasten zoals biervaten, werden met vettige lappen glad gehouden.
Sinds februari 2024 wordt sleeën genoemd en beschreven in het Netwerk van het Kenniscentrum Immaterieel Erfgoed Nederland.

## Kinderslee en rodelbaan
De eenvoudige slee is een geliefd kinderspeeltuig in de winter. Het kind laat zich trekken door een ander of glijdt van een heuvel af (dit wordt gerekend tot het kinderspel).
In bijvoorbeeld Duitse berggebieden (Eifel, Zwarte Woud, Harz) bestaat een vorm van zomerrecreatie met sleden: men kan in het gebergte de helling bestijgen en vervolgens weer afdalen met een rodelbaan (Duits: Sommerrodelbahn).

## Gezelschapssleden
In skigebieden in diverse Alpenlanden kunnen tochten per arrenslee worden gemaakt als toeristische attractie. Dit soort slede wordt in Duitsland soms een "sociable" genoemd. Omdat deze sleden snel maar vrijwel geruisloos over de sneeuw voortbewegen, zijn de gebruikte paardentuigen meestal voorzien van een riem met belletjes, zodat wandelaars op tijd uit de weg kunnen gaan. Noord-Amerikaanse arrensleden zijn vaak stuurbaar doordat ze met twee paar glijders uitgerust zijn.
Een naam voor een Friese tweepersoonsslede die veelal dat door een Fries paard wordt getrokken is arrentikker.

## Andere soorten sleden
Er bestaan verschillende typen sleden:
- kaakslee - primitieve slede, gemaakt van een paardenkaak
- arrenslee - recreatieve slee
- bobslee - wedstrijdslee
- hondenslee - voortbewogen door poolhonden (Groenland)
- prikslee of ijsslee - recreatieve 'wedstrijdslee'
- rendierslee (Lapland, Siberië)
- stepslee of ijsstep (Lapland)
- zomerslee - bobslee (Duitsland)

## Ander gebruik
Het woord "slede" wordt ook in de machinebouw gebruikt, waarbij het een inrichting betreft waardoor een bepaald onderdeel in een rechte lijn kan verschuiven. Men vindt een slede bijvoorbeeld bij een draaibank, waar het werkstuk moet kunnen verschuiven. Ook een cd-speler heeft een slede, waarlangs de houder met de cd naar binnen of naar buiten kan worden geschoven.

## Wetenswaardigheden
- Een limousine wordt soms ook wel een slee genoemd.
- De Engelse woorden sleigh en sledge zijn verbasterde leenwoorden uit het Nederlands.[2]

## Afbeeldingen

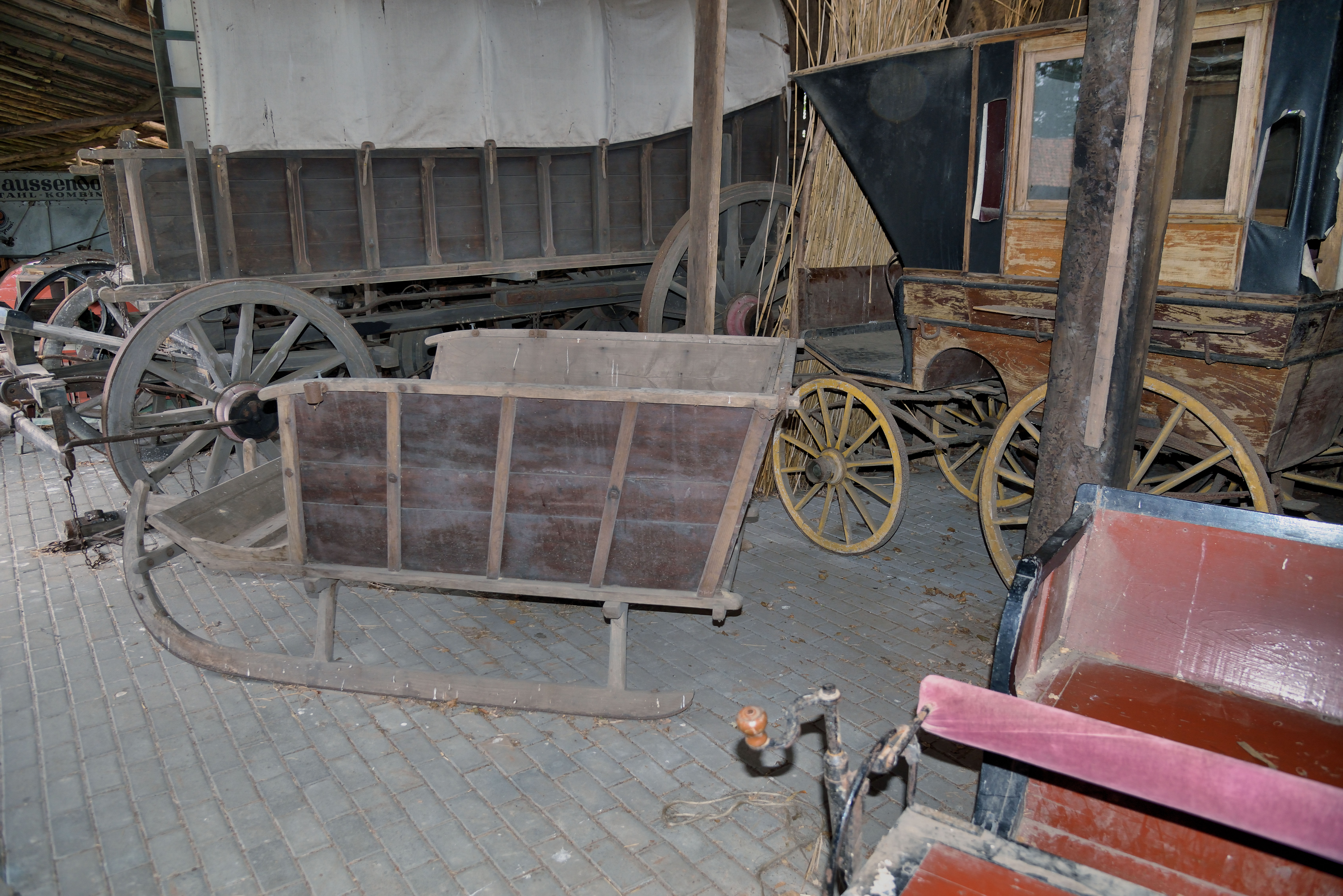
Slee in het openluchtmuseum Erve Kots
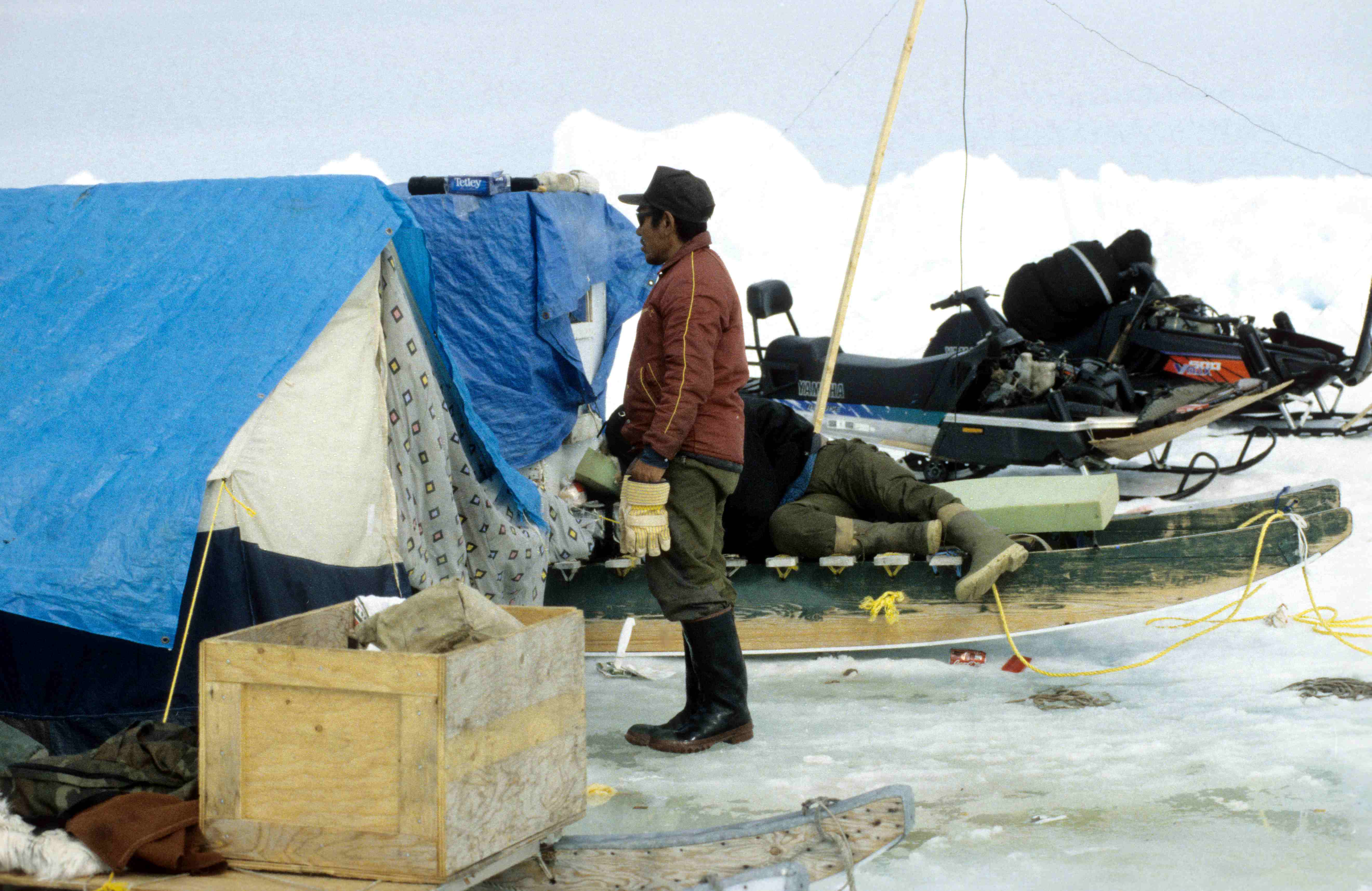
Canada, Inuit-sleden
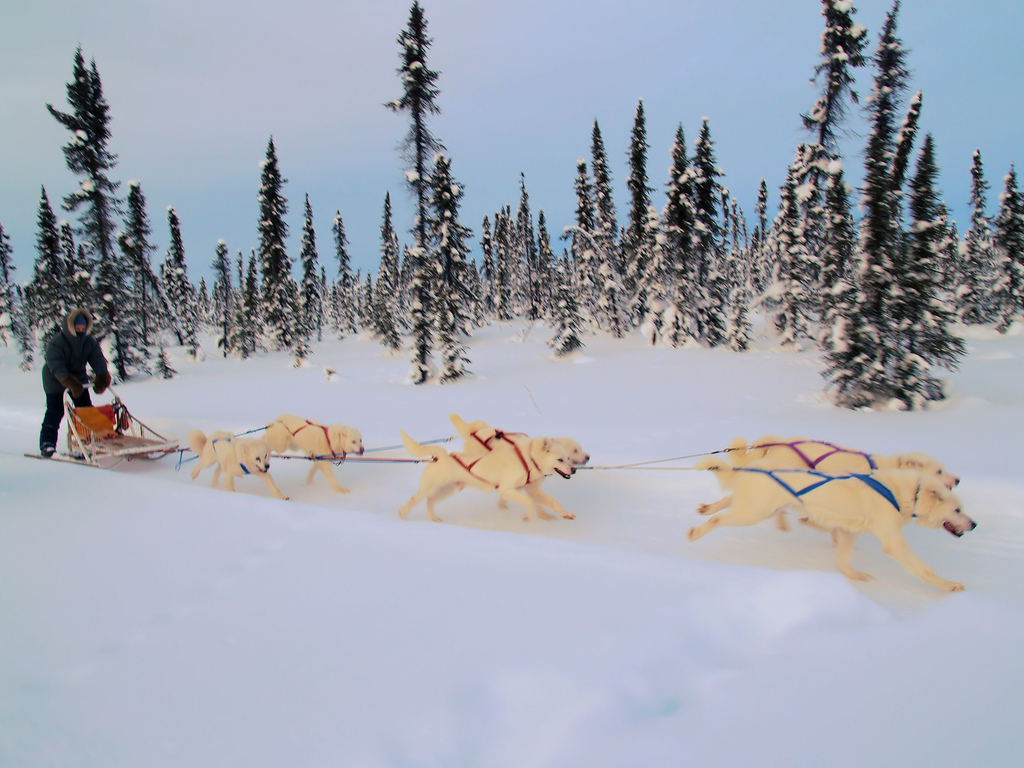
Canada; hondenslee met huskys
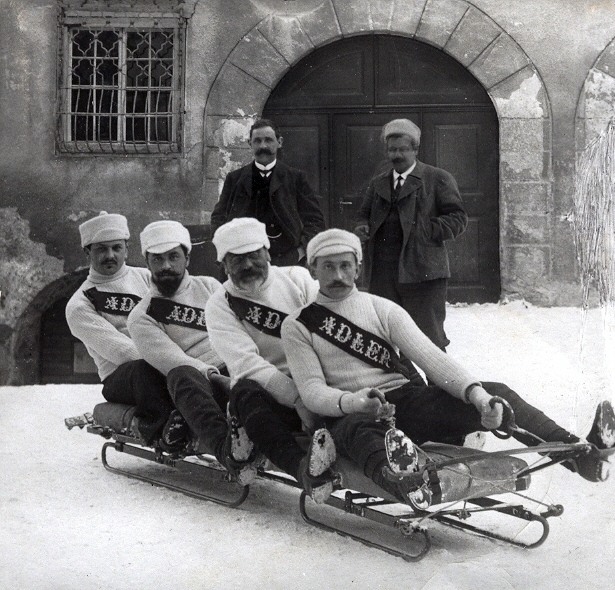
Davos, bobslee (1910)
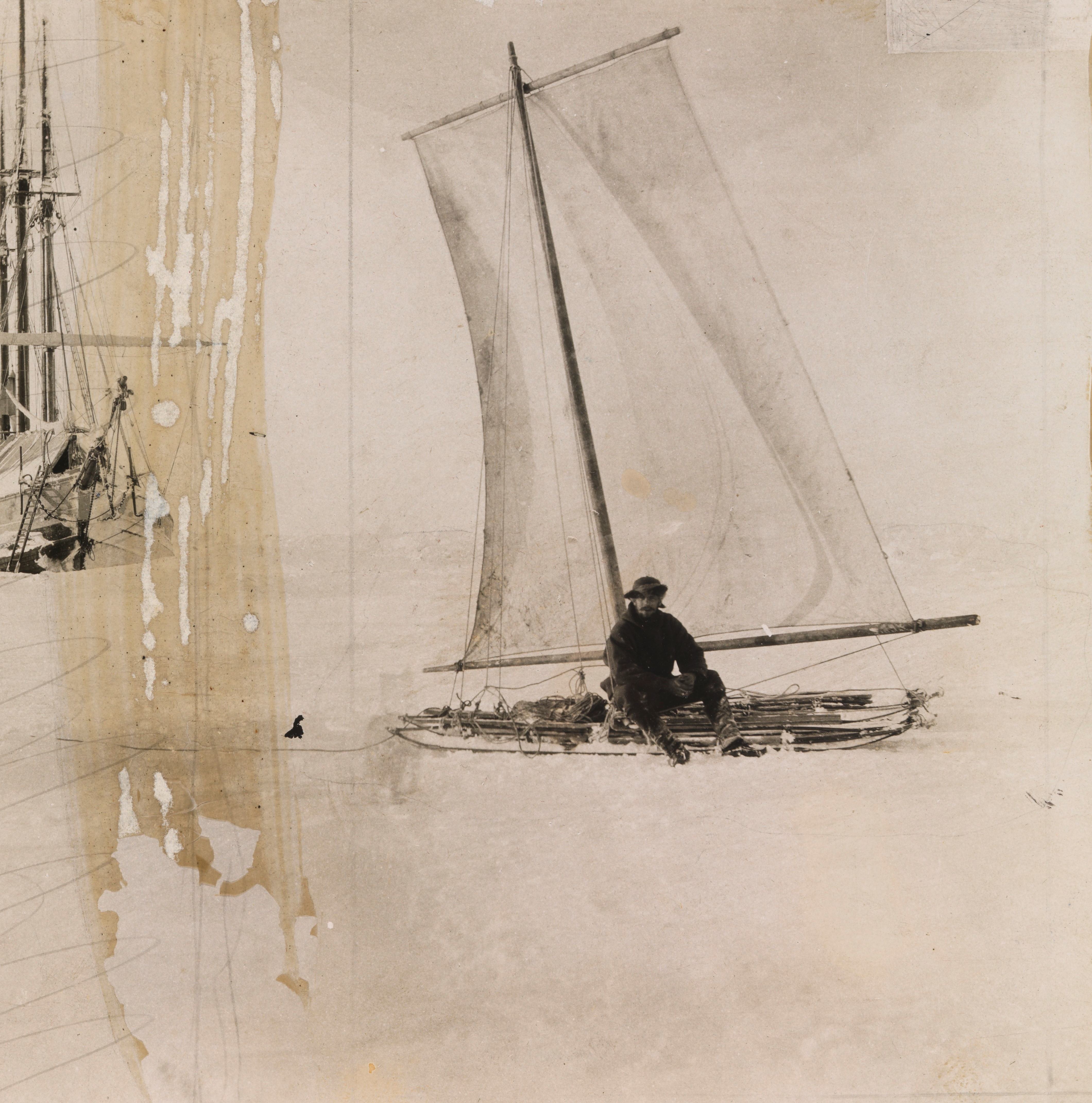
Een ijsslede met zeil van een Noordpoolexpeditie rond 1895.
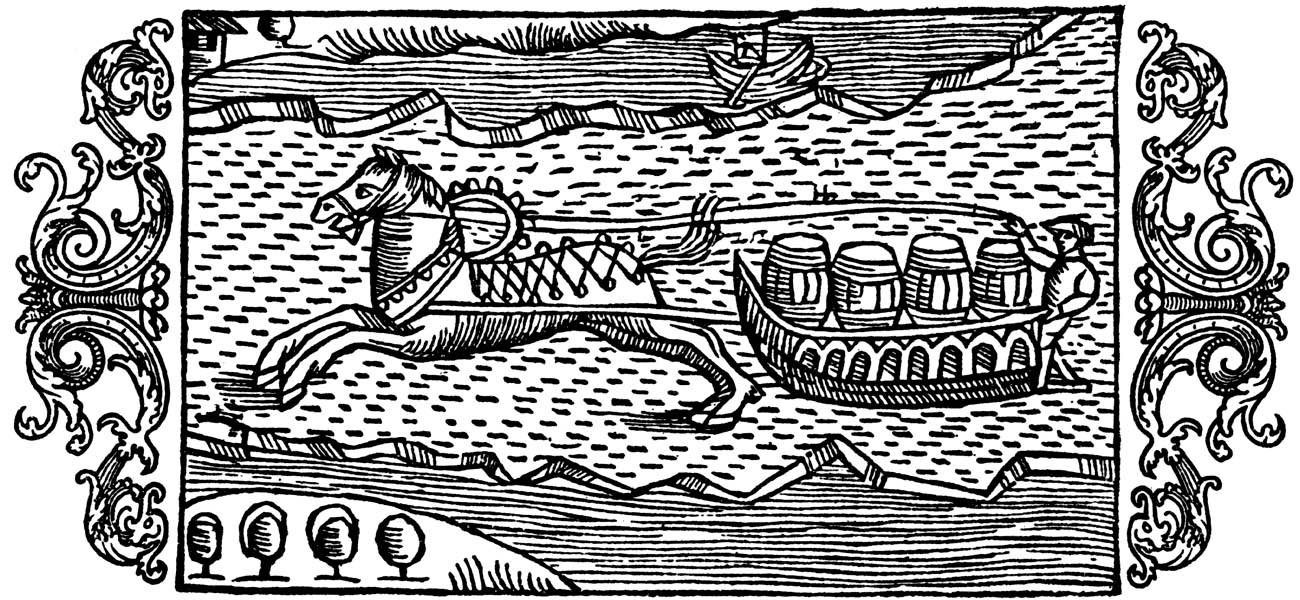
Historia de gentibus septentrionalibus; Olaus Magnus, 1555
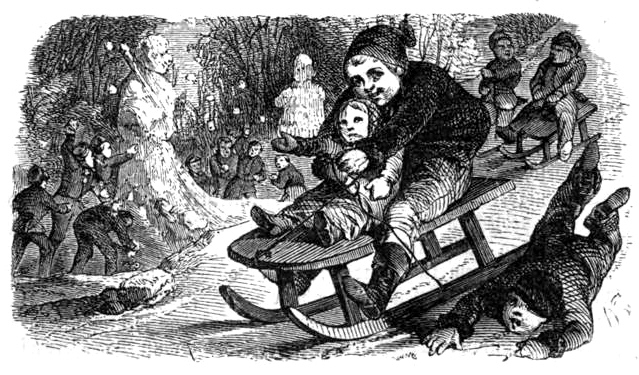
Kinderslee uit Das festliche Jahr in Sitten, Gebräuchen und Festen der germanischen Völker, 1863
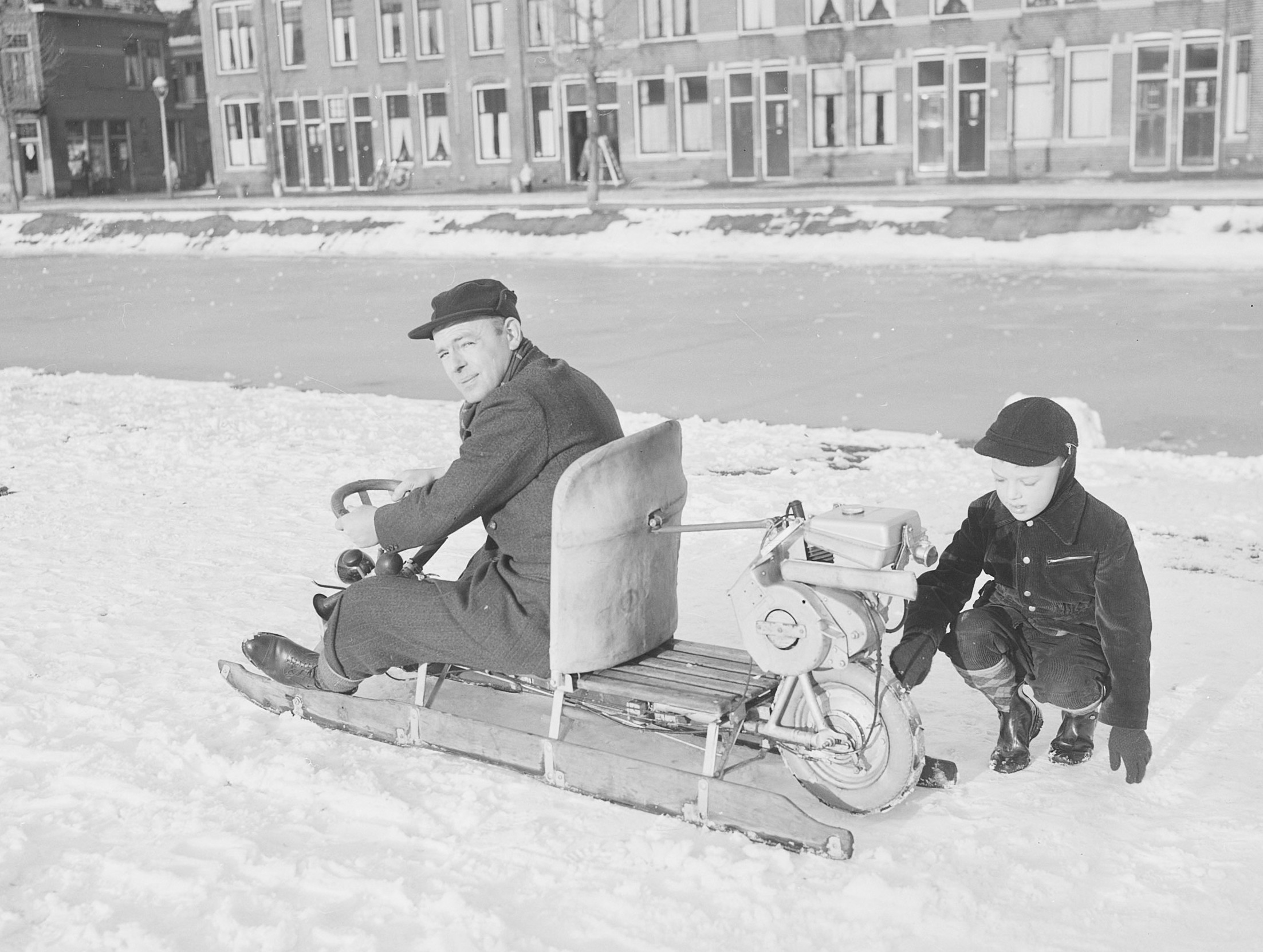
Bromslee, Haarlem, 1952
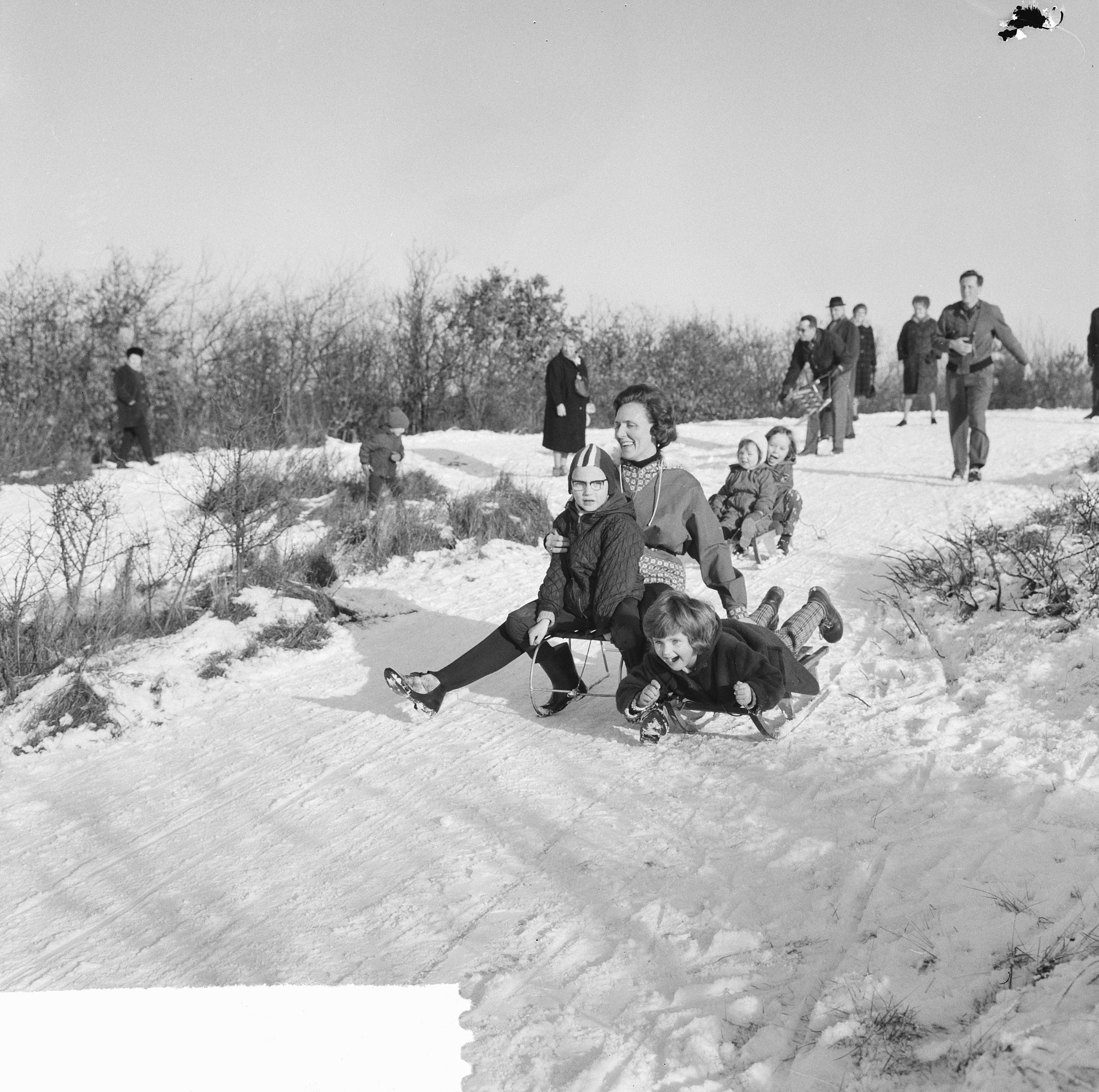
Sleetje rijden tijdens de witte kerst van 1964